# Technisches Museum Sloweniens

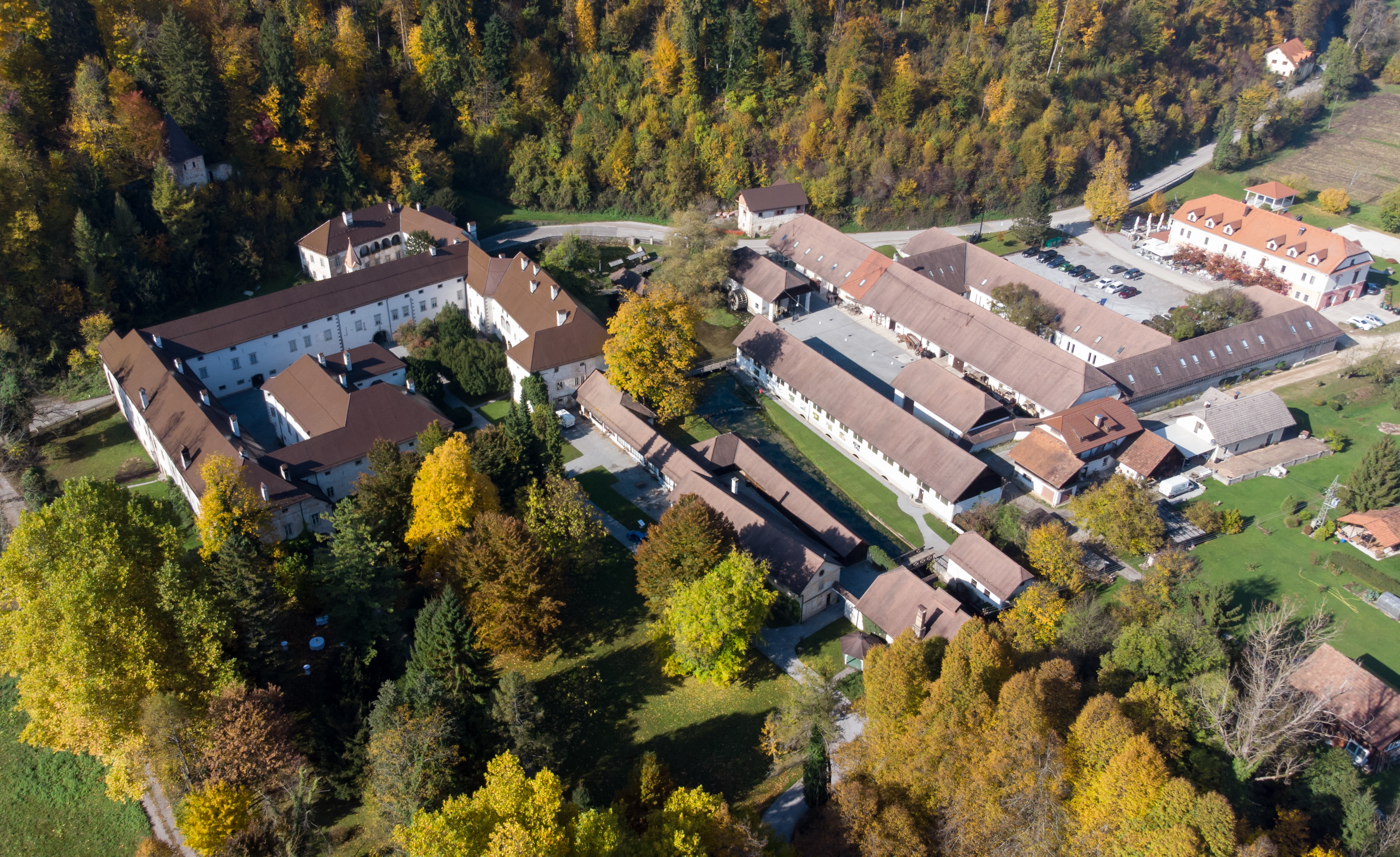
Gebäude des Technischen Museums Sloweniens in der Kartause Bistra

Das Technische Museum Sloweniens (abgekürzt TMS) in Vrhnika-Bistra bei Ljubljana, gegründet 1951, widmet sich der Sammlung, Erhaltung und Verbreitung des technischen Erbes Sloweniens.
Die Hauptstelle des Museums ist im ehemaligen Kartäuserkloster von Bistra untergebracht. Hier werden auf etwa 6000 m² Ausstellungsfläche ständige Sammlungen aus den Bereichen Landwirtschaft, Verkehr, Forstwirtschaft, Holzverarbeitung, Jagd, Fischerei, Textilien, Druckerei und Elektrotechnik präsentiert.
Zum TMS gehören außerdem das Museum für Post und Telekommunikation im Schloss Polhov Gradec (Gemeinde  Dobrova-Polhov Gradec) sowie Außenstellen in Novo mesto, Soteska, Pivka, Bohinjska Bistrica und Šmartno pri Litiji.

## Sammlungen und Ausstellungsorte
- TMS Bistra (Hauptstelle)[5]
- Tomaž-Godec-Museum in Bohinjska Bistrica (Schwerpunkt: Gerben und Lederverarbeitung)[6]
- Waggon- und Kutschen-Sammlung in Soteska[7]
- Offenes Museums-Depot in Pivka[8]
- Kraftfahrzeug-Museum in Novo mesto[9]
- Museum für Post und Telekommunikation, Schloss Polhov Gradec in Polhov Gradec[10]
- Valvasor-Sammlung, Schloss Bogenšperk, in Šmartno pri Litiji[11]